# Colutea jarmolenkoi
Colutea jarmolenkoi är en ärtväxtart som beskrevs av K.K. Shaparenko. Colutea jarmolenkoi ingår i släktet blåsärter, och familjen ärtväxter. Inga underarter finns listade i Catalogue of Life.